# حمية الأرز

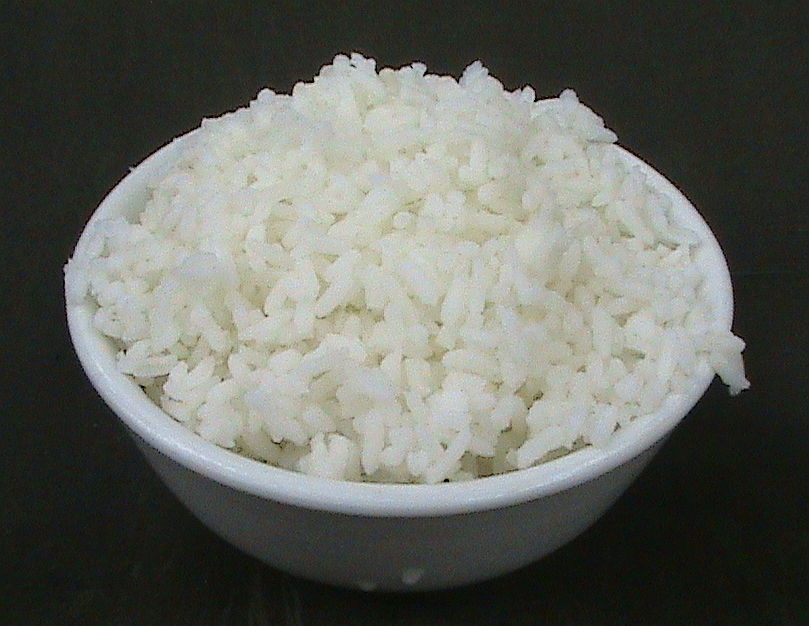

حمية الأرز (بالإنجليزية: Rice diet)‏ تم استخدامها كعلاج أساسي لمرض ارتفاع ضغط الدم الخبيث قبل ظهور الأدوية المقاومة لارتفاع ضغط الدم، ويتضمن النظام الأصلي تعليمات غذائية صارمة وإقامة في المستشفى لضمان المراقبة والمتابعة، بعض النسخ المعاصرة تم تعديلها لتصبح أقل صرامة وتم وصفها بـ(الأنظمة الغذائية المبتدعة).

## المنشأ
هذا النظام تم اكتشافه عام 1939 م بواسطة د. والتر كيمبنر الذي كان لاجئًا من النازيين وقد كان في هذا الوقت يعمل في جامعة ديوك،  د. والتر كان لديه الكثير من المرضى الذين يعانون من ارتفاع ضغط الدم الخبيث مصحوبًا بفشل كلوي ولم يكن هناك علاج فعال لهؤلاء المرضى، أعتقد د. والتر أن الكلى لها وظيفتين الأولى إخراجية والثانية أيضية وافترض أنه ( إذا قل حمل البروتين والشوارد (الالكتروليتات) على الكلى للحد الأدنى فإن أدائها يتحسن من الناحية الأيضية )، ما زالت تفاصيل أسباب فرضيته غامضة إلا أنه بدأ في علاج مرضاه بنظام غذائي يتكون من لا شيء سوى الأرز والفاكهة والمفاجئ في الأمر أن عدد كبير من المرضى تحسنوا بشكل كبير.
كان تطبيق هذا النظام صارمًا ولكن في نفس الوقت يتميز بالحذر في تطبيقه حيث كان المرضى يقيمون في المستشفى لأسابيع معدودة في بداية العلاج.
تم إيقاف جميع الأدوية ووضع المرضى على نظام غذائي يتكون من: (الأرز الأبيض، السكر، الفاكهة، العصائر، فيتامينات، حديد، مع توفير حوالي 2000 سعرة حرارية و 20 جرام فقط من البروتين و 700-1000 مل من السوائل متمثلا في الفاكهة والعصائر.) بحيث يكون محتوى هذا النظام من الصوديوم منخفضا للغاية حوالي 250 مليجرام /اليوم ومن الكلوريد حوالي 100ملليجرام /اليوم. إذا كانت النتائج جيدة يتم إضافة كمية صغيرة من اللحوم والخضروات لهذا النظام بعد عدة أشهر.
حصل د. والتر على نتائج ملحوظة وتم دعوته لتقديم نتائج اكتشافه في اجتماع أكاديمية الطب في نيويورك عام 1946م. كان عرضه ناجحا وقدم فيه أدلة واضحة تتضمن رسوم بيانية لضغط الدم وصور للشبكية وتصوير إشعاعي للصدر وصور بيانية كهربائية للقلب ونتائج معملية تلخص وتوضح فوائد نظامه الغذائي.
د. والتر وصف نظامه ب (النظام عديم الطعم والممل الذي لن يصبح أبدا شائعًا) ودفاعه الوحيد عن استمراره لاستخدامه رغم ذلك هو حقيقة أنه يؤدي النتائج المرغوبة ولأن هذا النظام رغم وصفه بالممل أو الرتيب إلا أنه ما زال مفضلًا على الموت كحلٍ بديلٍ.

## النماذج المعاصرة
تقاعد د.والتر من الجامعة ولكن ظل يعمل كمستشار لعام 1992م و بعد تسويق الدواء لعلاج أمراض ارتفاع ضغط الدم قلت الحاجة لاستخدام هذا النظام وكذلك قلت صرامة التعليمات التي يتضمنها من أجل النجاة من الموت.
في عام 2002 م أصبح هذا البرنامج مستقلًا عن جامعة ديوك وفي عام 2013 م تم إنشاء برنامج بيت الأرز للرعاية الصحية في دورهام في كارولينا الشمالية حيث يتم وضع المرضى المقيمين فيه على نظام غذائي مماثل للنظام الأصلي ومتابعتهم، انتشرت حمية الأرز في شكل أكثر سهولة في كتب عديدة وتم تصنيف هذه النسخ المعدلة ك ( أنظمة مبتدعة ) بعيوب عديدة كالخيارات المملة في الأطعمة والانتفاخ وخطر الإحساس بالجوع الشديد.